# Victoria (Cité de)
Pour les articles homonymes, voir Victoria.
Cité de Victoria est une ancienne circonscription électorale fédérale de la Colombie-Britannique, représentée de 1904 à 1925.
La circonscription de Victoria est créée en 1903 d'une partie de la circonscription de Victoria. Abolie en 1924, elle est redistribuée dans la nouvelle circonscription de Victoria.
Cette circonscription ne doit pas être confondue l'une des nombreuses circonscriptions canadiennes nommées Victoria, soit Victoria en Alberta, Victoria en Nouvelle-Écosse, Victoria au Nouveau-Brunswick et Victoria en Ontario.

## Géographie
En 1903, la circonscription de la Cité de Victoria comprenait:
- La cité de Victoria

## Députés
1. 1904-1906 — George Riley, PLC
2. 1906-1908 — William Templeman, PLC
3. 1908-1917 — George Henry Barnard, CON
4. 1917-1925 — Simon Fraser Tolmie, CON

- CON = Parti conservateur du Canada (ancien)
- PLC = Parti libéral du Canada